# Комитет на 300-те
Комитетът на 300-те (на английски: Committee of 300) или Комитет 300, също Олимпийците,[източник? (Поискан преди 33 дни)] е тайна британска организация.
Счита се, че е основан от британски аристократи през 1727 г. Твърди се, че е международен съвет, който се занимава с политиката, търговията, банкерството, медиите и военните сили за централизирани глобални усилия.
Наричан е „Скрита ръка“.[източник? (Поискан преди 33 дни)] Оглавява се от рода Ротшилд от международни финансисти, включва представители на водещи национални банкови институции и кралски семейства по света.
От Coleman твърдят, че групата е по-влиятелна от другите по-известни групи, като Билдербърг, Кралския институт за международни отношения, Римския клуб, Тристранната комисия и Съвета по външни връзки.

Твърдението за съществуването на групата датира от изявление на германския политик Валтер Ратенау в статията „Geschäftlicher Nachwuchs“ в Neue Freie Presse от 1909 г.:
Dreihundert Männer, von denen jeder jeden kennt, leiten die wirtschaftliche Geschicke des Kontinents und suchen sich Nachfolger aus ihrer Umgebung.
В превод:
Триста мъже, всички които се познават, ръководят икономическите съдби на континента и търсят своите наследници от собствената си среда.